# Direkt system för translitterering av bulgariska
Direkt system för translitterering av bulgariska alfabetet (engelska: Streamlined System; bulgariska: Обтекаема система) är ett system för transkribering av det kyrilliska bulgariska alfabetet till det latinska alfabetet, i synnerhet till engelska. Det skapades av Ljubomir Ivanov på Matematiska institutet i Bulgariens vetenskapsakademi år 1995.  Systemet antogs officiellt av den bulgariska regeringen år 2000 och 2006, och blev basen för en bulgarisk lag om translitteration år 2009.
Det direkta systemet antogs också av FN 2012, och antogs för officiell användning av USA och Storbritannien 2013. Ivanov föreslår även att man ska använda hans syn på omskrivning även för andra kyrilliska alfabet, särskilt det ryska alfabetet.

## Standard
Nedan presenteras systemet med translitterering, bokstav för bokstav:
| А A | Б B | В V  | Г G  | Д D  | Е E   | Ж ZH | З Z | И I  | Й Y  |
| К K | Л L | М M  | Н N  | О O  | П P   | Р R  | С S | Т T  | У U  |
| Ф F | Х H | Ц TS | Ч CH | Ш SH | Щ SHT | Ъ A  | Ь Y | Ю YU | Я YA |

Det direkta systemet är likt BGN/PCGN-systemet från 1952 för romanisering av bulgariska, vilket är officiellt i USA och Storbritannien. Det senare systemet translittererar de kyrilliska bokstäverna Х, Ь och Ъ med KH, ’ (apostrof) och Ŭ, medan det förra använder H, Y och A för samma syfte.

## Illustration
Exempel (Artikel 1 i FN:s deklaration om de mänskliga rättigheterna):
| Всички хора се раждат свободни и равни по достойнство и права. Те са надарени с разум и съвест и следва да се отнасят помежду си в дух на братство. |  | Vsichki hora se razhdat svobodni i ravni po dostoynstvo i prava. Te sa nadareni s razum i savest i sledva da se otnasyat pomezhdu si v duh na bratstvo. |

## Reversibilitet
Systemet är inte reversibelt, eftersom А, Ж, Й, Ц, Ш, Щ, Ю, Я transkriberas på samma sätt som Ъ, ЗХ, Ь, ТС, СХ, ШТ, ЙУ, ЙА resp.  En ytterligare, reversibel variant av det system som föreslås av L. Ivanov, D. Skordev och D. Dobrev skall användas i dessa speciella fall när den exakta inhämtningen av bulgariska ord från sina latinska former är en prioritet, där kyrilliska bokstäver och kombinationer av bokstäverna Ъ, Ь, ЗХ, ЙА, ЙУ, СХ, ТС, ТШ, ТЩ, ШТ, ШЦ transkriberas som A, `Y, Z|H, Y|A, Y|U, S|H, T|S, T|SH, T|SHT, SH|T, SH|TS resp.